# طاطاوس میکائیلیان
طاطاوس میکائیلیان (ارمنی: ՏԷր Թադեւոս քահանայ Միքայելեան; انگلیسی: Tatevos Mikaelian) رئیس شورای کشیشان پروتستان بود. از کشیش میکائیلیان، به عنوان یکی از قربانیان «قتل‌های زنجیره‌ای» دهه ۱۹۹۰ میلادی یاد می‌شود.

## زندگی‌نامه
وی در سال ۱۹۳۲ میلادی (۱۳۱۱ خورشیدی) در تهران به دنیا آمد. در سال ۱۹۵۳ (۱۳۳۲) موفق به دریافت مدرک لیسانس در رشتهٔ حقوق از دانشگاه تهران شد و در سال ۱۹۷۴ (۱۳۵۳) دورهٔ الهیات دانشکدهٔ نست (NEST) بیروت را گذراند. وی یکی از بنیانگذاران کلیسای جماعت ربانی محسوب می‌شود و در مدرسه «گوهر» وابسته به کلیسای انجیلی ارمنیان به عنوان معلم و معاون مدیر و مدیر مشغول به خدمت بوده است.
کشیش طاطاوس میکائیلیان در سال ۱۳۴۹ (۱۹۷۰) مسئولیت و مدیریت «انجمن کتاب مقدس ایران» را برعهده گرفت و سپس در مقام دبیر اجرایی شورای کلیسای انجیلی ایران خدمت نمود.
وی در سال ۱۹۹۰ (۱۳۶۹) با دعوت هیئت رهبران کلیسای انجیلی ارمنیان مسئولیت شبانی این کلیسا را برعهده گرفت و تا زمان کشته‌شدنش در این سمت باقی ماند. کشیش طاطاوس در این مدت، حدود ۶۰ کتاب مذهبی و اخلاقی را ترجمه نمود که از آن جمله می‌توان به «راز شادمان»، «راه صلیب»، «شما شاهدان من خواهید بود»، «ماهیت و مأموریت کلیسا»، «معرفی عهد جدید»، «راهنمای الهیات پروتستان» و «فلسفه و ایمان مسیحی» اشاره کرد.

## قتل میکائیلیان
در ۲۹ ژوئن ۱۹۹۴ (تیرماه ۱۳۷۳)، شش ماه پس از قتل کشیش هایک هوسپیان‌مهر، کشیش طاطاوس میکائیلیان، رئیس شورای کشیشان پروتستان، پس از ترک خانه در تهران ناپدید شد. جسد وی در ۱۱ تیرماه همان سال درحالی‌که با اصابت چند گلوله به سرش کشته شده بود پیدا شد. در تاریخ ۲ ژوئیه ۱۹۹۴، پسرش برای شناسایی جسد او به پزشکی قانونی احضار شد. قاتلان روی جنازه کشیش میکائیلیان بر تکه کاغذی نشانی جسد کشیش مهدی دیباج را قرار داده بودند. چهار سال بعد یک منبع آگاه اعلام کرد که مهدی دیباج توسط مأموران وزارت اطلاعات کشته شده است. پیکر وی از پزشکی قانونی به کلیسای انجیلی ارمنیان تهران منتقل گشته و در گورستان ارمنیان تهران به خاک سپرده شد.

### علت و عاملان قتل
در مقاله‌ای که ناصر زرافشان در مورد قتل‌های زنجیره‌ای در جمهوری اسلامی به تاریخ ۱۹۹۹ (۲۱ اسفند ۱۳۷۸) منتشر کرد، نام کشیش دیباج و کشیش میکاییلیان در میان فهرست ۳۴ مورد قتل که توسط وزارت اطلاعات و در دوران سعید امامی صورت گرفته دیده می‌شود و رئیس‌جمهور وقت محمد خاتمی نیز در روزنامه همشهری ۱۹۹۹ (۵ آذر ۱۳۷۸) به این که این مجموعه قتل‌ها در قوه قضاییه در دست بررسی است به خبرنگاران توضیح داده است.